# Список объектов, названных в честь Сталина
С 1924 по 1953 год в честь И. В. Сталина были названы многие географические объекты, в основном расположенные в СССР и странах народной демократии.
Начало волне переименований было положено в июле 1929 года, когда в ответ на просьбу назвать его именем фабрику и железнодорожный вокзал Сталин выразил согласие на все подобные просьбы в будущем.
Вскоре после прошедшего в 1956 году XX съезда КПСС, на котором был осужден культа личности Сталина, и особенно в рамках начавшейся в 1961 году десталинизации большинству объектов было возвращено прежнее название. Процесс возобновился в 1980—1990-х годы в результате окончательного падения социалистического лагеря. В частности, в 1987 году по просьбам украинской общины, считавшей Сталина виновным в массовом голоде на Украине 1932—1933 годов, в Канаде был переименован пик Сталина, получивший свое название вместе с соседними вершинами Черчилля и Рузвельта.
Важнейшие исторические переименования приведены в статье Культ личности Сталина. В списке ниже перечислены некоторые объекты, до сих пор носящие имя Сталина.

## Городские топонимы

### Россия
В 2014 году имелось 27 улиц Сталина: 15 в Северной Осетии-Алании, 6 в Дагестане, 2 в Кабардино-Балкарии, 2 в Свердловской области, 1 в Ульяновской области, 1 в Самарской; по одной Сталинской улице в Башкортостане и Тамбовской областях.

#### Северная Осетия-Алания
- Правобережный район: г. Беслан, с. Хумалаг, с. Заманкул,
- Пригородный район: с. Ир, с. Ногир,
- Алагирский район: г. Алагир,
- Ардонский район: с. Мичурино, с. Нарт, с. Коста, с. Кирово, с. Красногор,
- Дигорский район, г. Дигора, с. Дур-Дур,
- Ирафский район, с. Чикола,
- Кировский район: ст-ца Змейская
- Моздокский район, п. Калининский

#### Дагестан
- г. Махачкала, Шамхал-Термен, улица Сталина
- г. Дагестанские Огни, проспект Сталина
- Кумторкалинский район, с. Учкент, с. Коркмаскала
- Кизилюртовский район: с. Стальское
- Карабудахкентский район: с. Зеленоморск

#### Кабардино-Балкария
- Терский район, с. Нижний Акбаш
- Урванский район, с. Кахун, с. Нижний Черек
- Лескенский район, с. Хатуей

#### Приморский край
- Тоннель имени Сталина, Владивосток

#### Воронежская область
- Грибановский район: Сталинский пруд

#### Рязанская область
- Шацкий район: Сталинский пруд

#### Свердловская область
Шалинский район: д. Волыны, д. Курья (улица Сталина)

#### Другие регионы
- Новосибирская область: Новосибирский район, улица Генералиссимуса Сталина И. В.
- Ульяновская область: Сурский район, д. Алейкино, улица Сталина
- Самарская область: Богатовский район, п. Бирюковка, улица Сталина
- Хабаровский край: Заветы Ильича (ул. Сталинская)
- Тамбовская область: Инжавинский район село Чернавка (ул. Сталинская)
- Башкортостан: Архангельский район, Магаш (ул. Сталинская)
- Ставропольский край, Ипатовский район, село Октябрьское (ул. Сталинский путь)
- Марий Эл: Волжский район, на территории национального парка Марий Чодра, Кленовая Гора, хутор Сталинский (ранее Нульмарий) — в почтовой системе числится как улица поселка Алексеевское[3]

### Беларусь
- Минская область, Смолевичский район, агрогородок Драчково (ул. Сталинская)[4]
- Брестская область, Ивановский район, д. Лядовичи (ул. Сталинская)

### Грузия
- Боржоми
- Гори: проспект Сталина, улица Джугашвили
- Каспи
- Чхороцку
- Цнори

### За пределами СССР

#### Улицы
- Коччи, Индия[5]
- Пудучерри, Индия[6]
- Ченнаи, Индия[7]
- Далянь, КНР[8]
- Эссом-сюр-Марн, Франция[9]
- Колчестер, Великобритания[10]
- Чатем, Великобритания[11]

#### Прочие объекты
- Парк имени Сталина — Харбин, Китай[12]